# 日本鐵路公司列表
日本鐵路公司列表(日语：／*/?）
以下為日本的鐵路公司、有軌電車公司、地鐵公司、第三部門鐵道公司、單軌鐵路公司、旅客捷運系統公司、無軌電車公司、貨物運費公司、纜索鐵路公司、第三種鐵道公司、地方公營公司、地方公共團體、法人的列表，以日本都道府縣排列。

## JR集团(旧:日本國有鐵道)
- 東日本旅客鐵道 (鐵路公司)
- 東海旅客鐵道 (鐵路公司)
- 西日本旅客鐵道 (鐵路公司)
- 四国旅客鐵道 (鐵路公司・特殊會社[1])
- 九州旅客鐵道 (鐵路公司)
- 北海道旅客鐵道 (鐵路公司・特殊會社[1])
- 日本貨物鐵道 (貨物運費公司・特殊會社[1])

| 單位組織       | 單位類別 | 成立公司日期             | 法人番號                | 股東 |
| -------------- | -------- | ------------------------ | ----------------------- | --- |
| 東日本旅客鐵道 | 上市公司 | 1987年（昭和62年）4月1日 | 法人編號：9011001029597 | 日本Master Trust信託銀行 日本託管銀行 瑞穗銀行 三菱日聯銀行 日本生命保險 第一生命保險 三井住友銀行 GIC PRIVATE LIMITED - C STATE STREET BANK WEST CLIENT - TREATY 505234 |
| 东海旅客鐵道   | 上市公司 | 1987年（昭和62年）4月1日 | 法人編號：3180001031569 | 瑞穗實業銀行 |
| 西日本旅客鐵道 | 上市公司 | 1987年（昭和62年）4月1日 | 法人編號：1120001059675 | 日本信託服務銀行（5.70%） 第一日本信託銀行（5.27%） 三菱東京UFJ銀行（3.45%）                                                                                             |
| 四国旅客鐵道   | 特殊會社 | 1987年（昭和62年）4月1日 | 法人編號：1470001002014 | 鐵道建設、運輸設施整備支援機構 |
| 九州旅客鐵道   | 上市公司 | 1987年（昭和62年）4月1日 | 法人編號：6290001012621 | |
| 北海道旅客鐵道 | 特殊會社 | 1987年（昭和62年）4月1日 | 法人編號：4430001022657 | 鐵道建設、運輸設施整備支援機構 |
| 日本货物鐵道   | 特殊會社 | 1987年（昭和62年）4月1日 | 法人編號：7011001068366 | 鐵道建設、運輸設施整備支援機構 |

## 大手私鐵(日本主要的大型民营铁路公司)
- 關東地方
  - 東武鐵道 (鐵路公司)
  - 西武鐵道 (鐵路公司)
  - 京成電鐵 (鐵路公司)
  - 京王電鐵 (鐵路公司)
  - 小田急電鐵 (鐵路公司)
  - 東急電鐵 (鐵路公司・有軌電車公司)
  - 京濱急行電鐵 (鐵路公司)
  - 東京地下鐵 (地鐵公司・特殊會社[1])
  - 相模鐵道 (鐵路公司)
- 東海地方
  - 名古屋鐵道 (鐵路公司)
- 近畿地方
  - 近畿日本鐵道 (鐵路公司・有軌電車公司・纜索鐵路公司)
  - 京阪電氣鐵道 (鐵路公司)
  - 阪急電鐵 (鐵路公司・阪急阪急集团)
  - 阪神電氣鐵道 (鐵路公司・阪神阪急集团)
  - 南海電氣鐵道 (鐵路公司)
- 九州地方
  - 西日本鐵道 (鐵路公司)

## 準大手私鐵(日本準主要的大型民营鐵路公司)
- 關東地方
  - 新京成電鐵 (鐵路公司・京成電鐵集团)
- 近畿地方
  - 北大阪急行電鐵 (鐵路公司・第三部門鐵道公司・阪神阪急集团)
  - 泉北高速鐵道 (鐵路公司・南海電氣鐵道集团)
  - 山陽電氣鐵道 (鐵路公司)
  - 神戶高速鐵道 (第三種鐵道公司・阪急阪急集团)

## 其他民营鐵路公司、地方公營公司、第三部門鐵道和地方公共團體和法人

### 北海道地方
- 北海道
  - 太平洋石炭販賣輸送 (貨物運費公司)
  - 札幌市交通局 (有軌電車公司・地鐵公司・地方公營公司)
  - 函館市企業局交通部 (有軌電車公司・地方公營公司)
  - 道南漁火鐵道 (鐵路公司・第三部門公司)

### 东北地方
- 青森縣
  - 弘南鐵道 (鐵路公司)
  - 津輕鐵道 (鐵路公司)
  - 青函隧道纪念馆 (纜索鐵路公司・一般財團法人[2])
  - 八戶臨海鐵道 (貨物運費公司・第三部門鐵道公司・日本貨物鐵道集团)
  - 青森鐵道 (鐵路公司・第三部門鐵道公司)
  - 青森縣 (第三種公司・地方公共團體)
- 岩手縣
  - 岩手开发鐵道 (貨物運費公司・第三部門鐵道公司)
  - 三陸鐵道 (鐵路公司・第三部門鐵道公司)
  - IGR岩手銀河鐵道 (鐵道公司・第三部門鐵道公司)
- 宮城県
  - 仙台臨海鐵道 (貨物運費公司・第三部門鐵道公司・日本貨物鐵道集团)
  - 仙台市交通局 (地鐵公司・地方公營公司)
  - 仙台機場鐵道 (鐵路公司・第三部門鐵道公司)
- 福島縣
  - 阿武隈急行 (鐵道公司・第三部門鐵道公司)
  - 福島臨海鐵道 (貨物運費公司・日本貨物鐵道集团)
  - 福島交通 (鐵路公司)
  - 會津鐵道 (鐵路公司・第三部門鐵道公司)
- 秋田縣
  - 秋田臨海鐵道 (貨物運費公司・第三部門鐵道公司・日本貨物鐵道集团)
  - 由利高原鐵道 (鐵路公司・第三部門鐵道公司)
  - 秋田內陸縱貫鐵道 (鐵路公司・第三部門鐵道公司)
- 山形縣
  - 山形鐵道 (鐵路公司・第三部門鐵道公司)

### 關東地方
- 茨城縣
  - 常陸那珂海濱鐵道 (鐵路公司・第三部門鐵道公司・茨城交通集团)
  - 關東鐵道 (鐵路公司・京成電鐵集团)
  - 筑波觀光鐵道 (纜索鐵路公司・京成電鐵集团)
  - 鹿島臨海鐵道 (鐵路公司・貨物運費公司・第三部門鐵道公司・日本貨物鐵道集团)
- 栃木縣
  - 野岩鐵道 (鐵路公司・第三部門鐵道公司)
  - 真岡鐵道 (鐵路公司・第三部門鐵道公司)
  - 宇都宮輕軌 (有軌電車公司・第三部門鐵道公司)
- 群馬縣
  - 上信電鐵 (鐵路公司)
  - 上毛電氣鐵道 (鐵路公司・東武鐵道集团)
  - 渡良濑溪谷鐵道 (鐵路公司・第三部門鐵道公司)
- 埼玉縣
  - 秩父鐵道 (鐵路公司・貨物運費公司)
  - 埼玉新都市交通 (旅客捷運系統公司・第三部門鐵道公司)
  - 埼玉高速鐵道 (地鐵公司・第三部門鐵道公司)
- 千葉縣
  - 流鐵 (鐵路公司)
  - 銚子電氣鐵道 (鐵路公司)
  - 小湊鐵道 (鐵路公司・京成電鐵集团)
  - 京葉臨海鐵道 (貨物運費公司・第三部門鐵道・日本貨物鐵道集团)
  - 北總鐵道 (鐵路公司・第三部門鐵道公司・第三種鐵道公司・京成集团)
  - 山萬 (旅客捷運系統公司)
  - 夷隅鐵道 (鐵路公司・第三部門鐵道公司)
  - 東葉高速鐵道 (地鐵公司・第三部門鐵道公司)
  - 芝山鐵道 (鐵路公司・第三部門鐵道)
  - 千葉都市單軌電車 (單軌鐵路公司・第三部門鐵道公司)
  - 舞濱度假區線 (單軌鐵路公司・京成電鐵集团)
  - 千葉新城鐵道 (第三種鐵道公司・京成電鐵集团)
  - 成田機場高速鐵道 (第三種鐵道公司・第三部門鐵道公司)
  - 成田高速鐵道Access (第三種鐵道公司・第三部門鐵道公司)
- 東京都
  - 東京都交通局 (有軌電車公司・地鐵公司・單軌鐵路公司・旅客捷運系統公司・地方公營公司)
  - 高尾登山電鐵 (纜索鐵路公司・京王電鐵集团)
  - 御岳登山鐵道 (纜索鐵路公司・京王電鐵集团)
  - 東京單軌電車 (單軌鐵路公司・東日本旅客鐵道集团)
  - 百合鷗 (旅客捷運系統公司・第三部門鐵道)
  - 東京臨海高速鐵道 (地鐵公司・第三部門鐵道)
  - 多摩都市單軌電車 (單軌鐵路公司・第三部門鐵道公司)
  - 首都圈新都市鐵道 (鐵路公司・第三部門鐵道)
- 神奈川縣
  - 箱根登山鐵道 (鐵路公司・纜索鐵路公司・小田急電鐵集团)
  - 江之島電鐵 (鐵路公司・小田急電鐵集团)
  - 神奈川臨海鐵道 (貨物運費公司・第三部門鐵道公司・日本貨物鐵道集团)
  - 大山觀光電鐵 (纜索鐵路公司・小田急電鐵集团)
  - 橫濱高速鐵道 (鐵路公司・第三部門鐵道公司・第三種鐵道公司)
  - 湘南單軌電車 (單軌鐵路公司)
  - 橫濱市交通局 (地鐵公司・地方公營公司)
  - 橫濱海岸線  (旅客捷運系統公司・第三部門鐵道)
- 山梨縣
  - 富士急行 (鐵路公司)

### 北陸信越地方
- 新潟縣
  - 北越急行 (鐵路公司・第三部門鐵道公司)
  - 越後心跳鐵道 (鐵路公司・第三部門鐵道)
- 長野縣
  - Alpico交通 (鐵路公司)
  - 長野電鐵 (鐵路公司)
  - 上田交通 (鐵路公司・東京急行電鐵集团)
  - 信濃鐵道 (鐵路公司・第三部門鐵道公司)
  - 關西電力 (無軌電車公司)
- 富山縣
  - 富山地方鐵道 (鐵路公司・有軌電車公司)
  - 愛之風富山鐵道 (鐵路公司・第三部門鐵道公司)
  - 黑部峽谷鐵道 (鐵道公司・関西電力集团)
  - 万葉線 (鐵路公司・第三部門鐵道公司)
  - 富山輕軌 (有軌電車公司・第三部門鐵道公司)
  - 立山黑部贯光 (纜索鐵路公司・無軌電車公司)
- 石川縣
  - 北陸鐵道 (鐵路公司)
  - IR石川鐵道 (鐵路公司・第三部門鐵道公司)
  - 能登鐵道 (鐵路公司・第三部門鐵道公司)
- 福井縣
  - 福井鐵道 (有軌電車公司)
  - 越前鐵道 (鐵路公司・第三部門鐵道公司)

### 東海地方
- 靜岡縣
  - 伊豆箱根鐵道 (鐵路公司・纜索鐵路公司・西武鐵道集团)
  - 靜岡鐵道 (鐵路公司・東京急行電鐵集团)
  - 大井川鐵道 (鐵路公司)
  - 遠州鐵道 (鐵路公司・第三部門鐵道公司)
  - 岳南電車 (鐵路公司)
  - 伊豆急行 (鐵路公司)
  - 天龍濱名湖鐵道 (鐵路公司・第三部門鐵道公司)
- 岐阜縣
  - 西濃鐵道 (貨物運費公司)
  - 樽見鐵道 (鐵路公司・第三部門鐵道公司)
  - 明知鐵道 (鐵路公司・第三部門鐵道公司)
  - 長良川鐵道 (鐵道公司・第三部門鐵道公司)
  - 養老鐵道 (鐵路公司・近畿日本鐵道集团)
- 愛知縣
  - 丰橋鐵道 (鐵路公司・有軌電車公司・名古屋鐵道公司)
  - 名古屋市交通局 (地鐵公司・地方公營公司)
  - 名古屋臨海高速鐵道 (鐵路公司・第三部門鐵道公司・第三種鐵道公司)
  - 名古屋臨海鐵道 (貨物運費公司・日本貨物鐵道集团)
  - 衣浦臨海鐵道 (貨物運費公司・第三部門鐵道公司・日本貨物鐵道集团)
  - 愛知環状鐵道 (鐵路公司・第三部門鐵道公司)
  - 东海交通事业 (鐵路公司・東海旅客鐵道集团)
  - 名古屋導向巴士 (無軌電車公司・第三部門鐵道公司)
  - 愛知高速交通 (旅客捷運系統公司・第三部門鐵道公司)
  - 上飯田連絡線 (第三部門鐵道公司・第三種鐵道公司)
  - 中部國際機場連絡鐵道 (第三部門鐵道公司・第三種鐵道公司)
- 三重縣
  - 三岐鐵道 (鐵路公司・貨物運費公司)
  - 伊勢鐵道 (鐵路公司・第三部門鐵道公司)
  - 伊賀鐵道 (鐵路公司・近畿日本鐵道集团)
  - 四日市明日狹軌鐵道 (鐵路公司・第三部門鐵道公司・近畿日本鐵道集团)
  - 四日市市 (第三種公司・地方公共團體)
  - 伊賀市 (第三種公司・地方公共團體)

### 近畿地方
- 滋賀縣
  - 近江鐵道 (鐵路公司・西武鐵道集团)
  - 比叡山鐵道 (纜索鐵路公司・京阪電電鐵道集团)
  - 信樂高原鐵道 (鐵路公司・第三部門鐵道公司)
  - 甲賀市  (第三種公司・地方公共團體)
- 京都府
  - 京福電氣鐵道 (有軌電車公司・纜索鐵路公司)
  - 丹後海陸交通 (纜索鐵路公司・阪神阪急集团)
  - 鞍馬寺 (纜索鐵路公司・宗教法人)
  - 京都市交通局 (地鐵公司・地方公營公司)
  - 叡山電鐵 (鐵路公司・京阪電氣鐵道集团)
  - 京都丹後鐵道 (鐵路公司)
  - 北近畿丹後鐵道  (第三部門鐵道公司・第三種鐵道公司)
  - 嵯峨野觀光鐵道 (鐵路公司・西日本旅客鐵道集团)
- 大阪府
  - 水間鐵道 (鐵路公司)
  - 大阪市交通局 (地鐵公司・旅客捷運系統公司・地方公營公司)
  - 阪堺電氣軌道 (有軌電車公司・南海電氣鐵道集团)
  - 大阪高速鐵道 (單軌鐵路公司・第三部門鐵道公司)
  - 關西高速鐵道 (第三部門鐵道公司・第三種鐵道公司)
  - 新关西国际机场 (第三種鐵道公司・特殊会社[1])
  - 大阪港運輸系統 (第三部門鐵道公司・第三種鐵道公司)
  - 大阪外環狀鐵道 (第三部門鐵道公司・第三種鐵道公司)
  - 中之島高速鐵道 (第三部門鐵道公司・第三種鐵道公司)
  - 西大阪高速鐵道 (第三部門鐵道公司・第三種鐵道公司)
- 兵庫縣
  - 六甲山觀光 (纜索鐵路公司・阪神阪急集团)
  - 神戶房屋及城市發展公社 (纜索鐵路公司・一般財團法人[2])
  - 神戶市交通局 (地鐵公司・地方公營公司)
  - 能勢電鐵 (鐵路公司・纜索鐵路公司・阪神阪急集团)
  - 神戶新交通 (旅客捷運系統公司・第三部門鐵道公司)
  - 北条鐵道 (鐵路公司・第三部門鐵道公司)
  - 神戶電鐵 (鐵路公司・阪神阪急集团)
  - 北神急行電鐵 (鐵路公司・阪神阪急集团)
- 奈良縣
  - 奈良生駒高速鐵道 (第三部門鐵道公司・第三種鐵道公司)
- 和歌山縣
  - 紀州鐵道 (鐵路公司)
  - 和歌山電鐵 (鐵路公司・两備集团)
  - 和歌山縣  (第三種公司・地方公共團體)

### 中国地方
- 鳥取縣
  - 若櫻鐵道 (鐵路公司・第三部門鐵道公司)
  - 若櫻町 (第三種公司・地方公共團體)
  - 八頭町 (第三種公司・地方公共團體)
  - 智頭急行 (鐵路公司・第三部門鐵道公司)
- 島根縣
  - 一畑電車 (鐵路公司)
- 岡山縣
  - 水島臨海鐵道 (鐵路公司・貨物運費公司・第三部門鐵道公司・日本貨物鐵道集团)
  - 井原鐵道 (鐵路公司・第三部門鐵道公司)
  - 岡山電氣軌道 (有軌電車公司・两備集团)
- 廣島縣
  - 廣島電鐵 (有軌電車公司)
  - 廣島高速交通 (旅客捷運系統公司・第三部門鐵道公司)
  - 天空铁路服务 (單軌鐵路公司)
- 山口縣
  - 錦川鐵道 (鐵路公司・第三部門鐵道公司)

### 四國地方
- 香川縣
  - 高松琴平電氣鐵道 (鐵路公司)
  - 四國纜索 (纜索鐵路公司)
- 徳岛縣
  - 阿佐海岸鐵道 (鐵路公司・第三部門鐵道公司)
- 愛媛縣
  - 伊予鐵道 (鐵路公司・有軌電車公司)
- 高知縣
  - 土佐黑潮鐵道 (鐵路公司・第三部門鐵道公司)
  - 土佐電交通 (有軌電車公司・第三部門鐵道公司)

### 九州地方
- 福岡縣
  - 筑豐電氣鐵道 (鐵路公司・西日本鐵道集团)
  - 皿倉山纜車 (纜索鐵路公司・第三部門鐵道公司)
  - 福岡市交通局 ( 地鐵公司・地方公營公司)
  - 甘木鐵道 (鐵路公司・第三部門鐵道公司)
  - 平成筑豐鐵道 (鐵路公司・第三部門鐵道公司)
  - 北九州高速鐵道  (單軌鐵路公司・鐵路公司)
  - 北九州市 (第三種公司・地方公共團體)
- 佐賀縣
- 長崎縣
  - 松浦鐵道 (鐵路公司・第三部門鐵道公司)
  - 島原鐵道 (鐵路公司)
  - 長崎電氣軌道 (有軌電車公司)
- 熊本縣
  - 熊本電氣鐵道 (有軌電車公司)
  - 南阿苏鐵道 (鐵路公司・第三部門鐵道公司)
  - 球磨川鐵道 (鐵路公司・第三部門鐵道公司)
  - 熊本市交通局 (有軌電車公司・地方公營公司)
  - 肥薩橙鐵道 (鐵路公司・第三部門鐵道公司)
- 大分縣
  - 岡本製作所 (貨物運費公司)
- 宮崎縣
- 鹿儿島縣
  - 鹿兒島市交通局 (有軌電車公司・地方公營公司)

### 琉球地方
- 沖繩縣
  - 沖繩都市單軌電車 (單軌鐵路公司・第三部門鐵道公司)

## 已廢除
- 富山輕軌（富山港線）移轉→富山地方鐵道
- 北神急行電鐵（北神線）移轉→神戶市交通局
- 國有化
  - 參宮鐵道（參宮鐵道線）移轉→ 帝國鐵道廳移轉→鐵道院→鐵道省移轉→運輸通信省移轉→運輸省移轉→日本國有鐵道移轉→東海旅客鐵道紀勢本線・參宮線

## 註腳
1. 1 2 3 4 5 6 7 8  国家政策公司
2. 1 2  非营利財團法人

## 外部連結
- 「鉄道関係情報・データ （页面存档备份，存于）」- 国土交通省。「鉄道事業者一覧」「鉄軌道開業一覧」